# انتخابات محلية جزائرية 2007
في 29 نوفمبر 2007 جرت آخر انتخابات المحليات في الجزائر والتي شملت التصويت على المجالس البلدية والولائية وينبثق عن هذه الانتخابات خصوصا رؤساء البلديات في الجزائر
جرت الانتخابات في جو أمني هادئ وجو سياسي اتسم بالمشاركة المتوسطة وقد أعزى المسؤولون نسبة المشاركة إلى الظروف الجوية الممطرة التي عصفت بكل النواحي الشمالية للبلد.
المنافسة ستدور حول 1541 مجلس بلدي و 48 مجلس ولائى
|                     | المجالس الشعبية البلدية | المجالس الشعبية الولائية |
| عدد المسجلين        | 18,446,627              | 18,446,627               |
| عدد الناخبين        | 8,132,542               | 8,014,594                |
| عدد الأصوات البيضاء | 880,467                 | 991,610                  |
| عدد الأصوات         | 7,252,075               | 7,022,984                |
| نسبة المشاركة       | 44,09 %                 | 43,47 %                  |
| ------------------- | ----------------------- | ------------------------ |

| الحزب                                                  | نسبة التصويت في المجالس البلدية % | عدد مقاعد المجالس البلدية | نسبة التصويت في المجالس الولائية% | عدد مقاعد المجالس الولائية |
| ------------------------------------------------------ | --------------------------------- | ------------------------- | --------------------------------- | -------------------------- |
| جبهة التحرير الوطني (FLN)                              | 30.05                             | 4,201                     | 32.14                             | 630                        |
| التجمع الوطني الديمقراطي (RND)                         | 24.50                             | 3,426                     | 21.9                              | 429                        |
| الجبهة الوطنية الجزائرية (FNA)                         | 11.29                             | 1,578                     | 14.13                             | 277                        |
| حركة مجتمع السلم (MSP)                                 | 10.69                             | 1,495                     | 15.00                             | 294                        |
| حزب العمال (PT)                                        | 6.85                              | 958                       | 9.13                              | 179                        |
| التجمع من أجل الثقافة والديمقراطية (RCD)               | 4.33                              | 605                       | 2.70                              | 53                         |
| جبهة القوى الاشتراكية( FFS)                            | 4.05                              | 566                       | 2.76                              | 54                         |
| الأحرارLibres                                          | 3.88                              | 542                       | 0                                 | 0                          |
| حركة النهضة (Enahda)                                   | 1.57                              | 219                       | 0.77                              | 15                         |
| حركة الاصلاح الوطني (Islah)                            | 1.02                              | 207                       | 1.20                              | 20                         |
| عهد 54 (AHD54)                                         | 0.32                              | 45                        | 0                                 | 0                          |
| التحالفاتAliances                                      | 0.19                              | 27                        | 0.20                              | 4                          |
| التحالف الوطني الجمهوري (ANR)                          | 0.17                              | 24                        | 0.26                              | 5                          |
| حركة الوفاق الوطني (MEN)                               | 0.16                              | 23                        | 0                                 | 0                          |
| الحركة الوطنية للأمل MNE))                             | 0.07                              | 10                        | 0                                 | 0                          |
| حركة الانفتاح(El Infitah)                              | 0.07                              | 10                        | 0                                 | 0                          |
| حزب التجديد الجزائري (PRA)                             | 0.06                              | 9                         | 0                                 | 0                          |
| الحزب الاشتراكي للعمال (PST)                           | 0.06                              | 9                         | 0                                 | 0                          |
| الحزب الوطني للتضامن و التنمية (PNSD)                  | 0.06                              | 8                         | 0                                 | 0                          |
| التجمع الجزائري (RA)                                   | 0.05                              | 7                         | 0                                 | 0                          |
| التجمع الجمهوري (RPR)                                  | 0.04                              | 5                         | 0                                 | 0                          |
| الجبهة الوطنية للاحرار من أجل الوئام (FNICM)           | 0.02                              | 3                         | 0                                 | 0                          |
| الحركة من أجل الشبيبة و الديمقراطية (MJD)              | 0.01                              | 2                         | 0                                 | 0                          |
| الحركة الوطنية للطبيعة و النمو (MNND)                  | 0.01                              | 2                         | 0                                 | 0                          |
| الحركة الديمقراطية الاجتماعية (MDS)                    | 0                                 | 0                         | 0                                 | 0                          |
| المجموع                                                | 100 %                             | 13,981                    | 100 %                             | 1,960                      |
| المصدر : الجرائد الجزائرية عن وزارة الداخلية الجزائرية |                                   |                           |                                   |                            |

## وصلة
انتخابات محلية في الجزائر